# Places (Martin Solveig)
Places is een nummer van de Franse dj Martin Solveig uit 2017, ingezongen door de Noorse zangeres Ina Wroldsen.
Het nummer bevat een sample uit Waiting for a Star to Fall van Boy Meets Girl. "Places" werd een kleine hit in een aantal Europese landen. Zo bereikte het Frankrijk, het thuisland van Solveig, de 56e positie. In Nederland haalde het nummer geen hitlijsten, terwijl het in de Vlaamse Ultratop 50 een bescheiden 43e positie bereikte.

## Tracklijst
- Muziekdownload

1. "Places" - 3:22